# Дорога без вороття (рок-опера)
«Дорога без вороття» (рос. «Дорога без возврата») — російський фентезі-рок мюзикл, поставлений на основі однойменної рок-опери, написаної гуртом «ESSE» за мотивами саги «Відьмак» Анджея Сапковського.
Прем'єра мюзиклу відбулася 14 листопада 2009 року на сцені обласного Будинку народної творчості м. Ростова-на-Дону.
Режисер: Сергій Гуревнін. У постановці задіяні вокалісти гурту «ESSE», танцюристи ростовського клубу шотландського танцю «Tartan butterfly» та ще понад 30 акторів — учасників ростовських рольових клубів. Музична основа опери — симфо-рок, рок, середньовічна музика, класична музика, елементи джазу, європейський фолк, фентезійні мотиви.